# Husie
Husie er en bydel i Malmø i Skåne med mange grønne områder. I Husie bor cirka 18.000 personer.